# 존 윅 헥스
《존 윅 헥스》(영어: John Wick Hex)는 존 윅 시리즈에 기반을 둔 비디오 게임이다. 2019년 10월 8일 마이크로소프트 윈도우, macOS용으로 출시되었다. 플레이스테이션 4 포팅판은 2020년 5월 5일 출시 예정이다. 영국의 스튜디오 비트셸 게임즈가 제작하였으며 굳 셰퍼드 엔터테인먼트에 의해 배급된다. 이 게임은 영화 시리즈의 내레이티브 프리퀄 역할을 한다.

## 평가
| 평가                                          |        |
| --------------------------------------------- | ------ |
| 통합 점수 통합사 점수 메타크리틱 73/100 [ 2 ] |        |
| 통합 점수                                     |        |
| 통합사                                        | 점수   |
| 메타크리틱                                    | 73/100 |